# IPhone 13
De iPhone 13 is een smartphone, ontworpen en op de markt gebracht door Apple. De vijftiende generatie iPhone is op 24 september 2021 geïntroduceerd, gelijktijdig met de iPhone 13 mini, iPhone 13 Pro en iPhone 13 Pro Max.

## Beschrijving
De iPhone 13 heeft een vlak chassis in lijn met andere gelijktijdig uitgebrachte producten, zoals de negende generatie iPad, zesde generatie iPad mini en de Apple Watch Series 7. De vier iPhone 13-modellen zijn er in drie verschillende schermformaten, variërend van 15,5 cm tot 17 cm. De iPhone 13 en 13 mini waren verkrijgbaar in de kleuren Product Red, sterrenlicht, middernacht, blauw, roze en groen, de iPhone 13 Pro en 13 Pro Max in de kleuren zilver, grafiet, goud, sierrablauw en alpengroen.
De opslagcapaciteit werd verhoogd naar 128, 256 of 512 GB, de Pro en Pro Max tot 1 TB. Het werkgeheugen bleef gelijk met 4 GB of 6 GB voor de Pro en Pro Max. Doordat de voor- en achterkant zijn gemaakt van glas, ondersteunt de smartphone draadloos opladen. Daarbij werd de capaciteit van de batterij verhoogd van 2815 naar 3227 mAh. De 13 Pro Max heeft de grootste capaciteit met 4352 mAh.
Nieuw is de A15 Bionic-chip met extra camerafuncties. De A15-chip werd ook geïntegreerd in de iPhone SE derde generatie.
De iPhone 13 Pro en 13 Pro Max bevatten drie camera's aan de achterzijde, een grotere batterij, en een beeldscherm met een vernieuwingsfrequentie van maximaal 120 Hz.
Doordat de onderdelen van de iPhone 13 zijn gekoppeld aan het moederbord, krijgt de gebruiker meldingen wanneer onderdelen zoals het beeldscherm, de batterij of camera zijn vervangen door een reparatiewinkel.

## Specificaties
| Specificaties      | iPhone 13                                                                     | 13 mini                                                                       | 13 Pro                                                                        | 13 Pro Max                                                                    |
| ------------------ | ----------------------------------------------------------------------------- | ----------------------------------------------------------------------------- | ----------------------------------------------------------------------------- | ----------------------------------------------------------------------------- |
| SoC                | Apple A15 Bionic                                                              | Apple A15 Bionic                                                              | Apple A15 Bionic                                                              | Apple A15 Bionic                                                              |
| Processor          | 3,23 GHz, met 2 performance‑ en 4 efficiency-cores                            | 3,23 GHz, met 2 performance‑ en 4 efficiency-cores                            | 3,23 GHz, met 2 performance‑ en 4 efficiency-cores                            | 3,23 GHz, met 2 performance‑ en 4 efficiency-cores                            |
| Geheugen           | 4 GB                                                                          | 4 GB                                                                          | 6 GB                                                                          | 6 GB                                                                          |
| Opslag             | 128, 256 of 512 GB                                                            | 128, 256 of 512 GB                                                            | 128, 256, 512 GB of 1 TB                                                      | 128, 256, 512 GB of 1 TB                                                      |
| Scherm             | Diagonaal 15,5 cm (6,1 inch)                                                  | 13,7 cm (5,4 inch)                                                            | 15,5 cm                                                                       | 17 cm                                                                         |
| Beeldresolutie     | 2532×1170 pixels                                                              | 2340×1080 px                                                                  | 2532×1170 px                                                                  | 2778×1284 px                                                                  |
| Besturingssysteem  | iOS 15 (voorgeïnstalleerd) en nieuwer                                         | iOS 15 (voorgeïnstalleerd) en nieuwer                                         | iOS 15 (voorgeïnstalleerd) en nieuwer                                         | iOS 15 (voorgeïnstalleerd) en nieuwer                                         |
| Verbindingen       | Met de computer via een Lightning-dockconnector, wifi, Bluetooth 5.0          | Met de computer via een Lightning-dockconnector, wifi, Bluetooth 5.0          | Met de computer via een Lightning-dockconnector, wifi, Bluetooth 5.0          | Met de computer via een Lightning-dockconnector, wifi, Bluetooth 5.0          |
| Netwerken          | GSM, CDMA, 3G, 4G LTE, 5G                                                     | GSM, CDMA, 3G, 4G LTE, 5G                                                     | GSM, CDMA, 3G, 4G LTE, 5G                                                     | GSM, CDMA, 3G, 4G LTE, 5G                                                     |
| Batterij           | Oplaadbare lithium-ion-polymeeraccu met ondersteuning voor draadloos opladen. | Oplaadbare lithium-ion-polymeeraccu met ondersteuning voor draadloos opladen. | Oplaadbare lithium-ion-polymeeraccu met ondersteuning voor draadloos opladen. | Oplaadbare lithium-ion-polymeeraccu met ondersteuning voor draadloos opladen. |
| Capaciteit         | 3227 mAh                                                                      | 2406 mAh                                                                      | 3095 mAh                                                                      | 4352 mAh                                                                      |
| Camera             | Achter: 2× 12 MP, voor: 12 MP                                                 | Achter: 2× 12 MP, voor: 12 MP                                                 | Achter: 3× 12 MP, voor: 12 MP                                                 | Achter: 3× 12 MP, voor: 12 MP                                                 |
| Kleur              | Product Red, sterrenlicht, middernacht, blauw, roze, groen                    | Product Red, sterrenlicht, middernacht, blauw, roze, groen                    | Zilver, grafiet, goud, sierrablauw, alpengroen                                | Zilver, grafiet, goud, sierrablauw, alpengroen                                |
| Grootte            | 146,7 × 71,5 × 7,65 mm                                                        | 131,5 × 64,2 × 7,65                                                           | 146,7 × 71,5 × 7,65                                                           | 160,8 × 78,1 × 7,65                                                           |
| Gewicht            | 173 gram                                                                      | 140 g                                                                         | 204 g                                                                         | 240 g                                                                         |
| Bestendigheidsnorm | IP68 (stof-, spat- en waterdicht)                                             | IP68 (stof-, spat- en waterdicht)                                             | IP68 (stof-, spat- en waterdicht)                                             | IP68 (stof-, spat- en waterdicht)                                             |